# 多田羅迪夫
多田羅 迪夫（たたら みちお、1947年（昭和22年）2月1日 - ）は、日本の声楽家（バリトン、バスバリトン）・オペラ歌手・公演監督・指揮者・音楽教育者。

## 経歴
香川県坂出市に生まれる。香川県立坂出高等学校卒業。1969年（昭和44年）東京藝術大学音楽学部声楽科卒業、1971年（昭和46年）同大学院修士課程音楽研究科（オペラ専攻）修了。同年、日本人による日本語の創作オペラを掲げた「こんにゃく座」の結成に加わり、1972年（昭和47年）まで所属。しかし「もっと発声の技術を磨きたい」との思いを募らせ、中山悌一の下で「一から勉強し直しました」という。1972年（昭和47年） - 1973年（昭和48年）尚美高等音楽院非常勤講師。
中山の推薦で、1973年（昭和48年）イタリアに留学後、2年半後に西ドイツに移り、1975年（昭和50年） - 1977年（昭和52年）ハイデルベルク市立劇場専属歌手。1977年（昭和52年） - 1981年（昭和56年）ゲルゼンキルヒェン市立劇場専属歌手。ブリテン『夏の夜の夢』シーシアス、ワーグナー『タンホイザー』ビーテロルフ、プッチーニ『ラ・ボエーム』ショナール他を歌って活躍し、欧州の国際的歌手（ミレッラ・フレーニ、ジャネット・ピルー、フランコ・ボニゾッリ、ロランド・パネライ他）と共演する等の経験を積む。
伊藤亘行、中山悌一（日本）、エットレ・カンポガリアーニ（ミレッラ・フレーニ、ルチアーノ・パヴァロッティの師でもある）、R・ベリッツォーニ（イタリア留学時代）、A・ブリューマー、E・グリュンマー（ドイツ時代）に師事。
1983年（昭和58年）青島広志『黄金の国』（初演）フェレイラ、二期会 若杉弘 ワーグナー『ジークフリート』アルベリッヒ、新日本フィルハーモニー交響楽団と小澤征爾 ベルク『ヴォツェック』タイトルロール、リヒャルト・シュトラウス『エレクトラ』オレスト、朝比奈隆 ワーグナー『ラインの黄金』アルベリッヒ『神々の黄昏』ハーゲン等を歌った。その後も1988年（昭和63年）サン＝サーンス『サムソンとデリラ』大祭司、ドビュッシー『ペレアスとメリザンド』ゴロー、モーツアルト『フィガロの結婚』フィガロ、Bunkamuraモーツアルト『魔法の笛』パパゲーノ、二期会プッチーニ『蝶々夫人』シャープレス等に出演。フィンランドのサヴォンリンナ音楽祭でも『蝶々夫人』シャープレスを務めた。1991年（平成3年）NHK・民音主催ヴォルフガング・サヴァリッシュ指揮『魔笛』弁者では、男性歌手唯一の日本人歌手として出演した。その後も、ヴェルディ『リゴレット』、1992年（平成4年）モーツアルト『ドン・ジョヴァンニ』小澤征爾 ワーグナー『さまよえるオランダ人』でいずれもタイトルロールを務め、1996年（平成8年）二期会 ワーグナー『ワルキューレ』ヴォータン、2002年（平成14年）モーツアルト『フィガロの結婚』伯爵、ベルギー王立モネ劇場との共同制作ワーグナー『ニュルンベルクのマイスタージンガー』ハンス・ザックス等を好演した。2004年（平成16年）リヒャルト・シュトラウス『インテルメッツォ』シュトルツ、2005年（平成17年）ツェムリンスキー『フィレンツェの悲劇』シモーネを演じた。日本オペラにおいても石井歓『袈裟と盛遠』、清水脩『俊寛』『修禅寺物語』など当り役は多い。2012年（平成24年）西安と北京にて『ドン・ジョヴァンニ』レポレッロ、同年7月、英国にてブリテン『カーリュー・リヴァー』旅人、2016年（平成28年）東京二期会ライプツィヒ歌劇場との提携公演リヒャルト・シュトラウス『ナクソス島のアリアドネ』執事長など、活躍をつづけている。
コンサート歌手としても、東京フィルハーモニー交響楽団、読売日本交響楽団、東京シティ・フィルハーモニック管弦楽団をはじめ国内主要オーケストラと宗教的声楽作品のソリストとしてたびたび共演。朝比奈隆、小澤征爾、若杉弘、飯守泰次郎、大野和士などと共演してきた。特にバッハ『ヨハネ受難曲』（鈴木雅明指揮バッハ・コレギウム・ジャパン、サヴァリッシュ指揮NHK交響楽団）『マタイ受難曲』イエスの演奏では第一人者と評されている。他にもヘンデル『メサイア』、ハイドン『四季』『天地創造』、モーツァルト『レクイエム』、ベートーヴェン『第九』（スヴェトラーノフ指揮・N響、ロストロポーヴィチ指揮・新日フィル）、ブラームス『ドイツ・レクイエム』、ヴェルディ『レクイエム』（ジェルメッティ指揮・N響）、フォーレ『レクイエム』、マーラー『千人の交響曲』、メンデルスゾーンのオラトリオ『聖パウルス』パウルス等のソリストを務めている。また、2007年（平成19年）には東京藝術大学奏楽堂で「ドイツ歌曲の夕べ」のリサイタル（ライヴがCD化されている）を行うなど、歌曲もレパートリーとしている。
2003年（平成15年）からは歌手としての枠組みを超え、海外で培った経験と語学力を駆使し、公演監督としてギュンター・クレーマー、ペーター・コンビチュニーら海外の著名な演出家と組み、同年の二期会リヒャルト・シュトラウス『ばらの騎士』に続き、2007年（平成19年）ハンブルク州立歌劇場との共同制作モーツァルト『皇帝ティトの慈悲』、2008年（平成20年）チャイコフスキー『エフゲニー・オネーギン』でもオペラ公演監督を務めている。2017年（平成29年）二期会創立65周年『ばらの騎士』（リチャード・ジョーンズ演出）、直近では2018年（平成30年）にもハンブルク州立歌劇場との共同制作ウェーバー『魔弾の射手』（ペーター・コンビチュニー演出）の公演監督を務めた。
バッハ、ヴィヴァルディ等のバロック音楽にも深く取り組みを重ねており、2001年（平成13年）秋、佐々木正利等とともに『二期会バッハ・バロック研究会（BB研）』を発足させ、指揮者を務めている。コンサートを隔年で開催しており、2018年（平成30年）には第8回目のコンサートが催された。
音楽教育者としては、1982年（昭和57年） - 1983年（昭和58年）東京音楽大学非常勤講師。東京藝術大学では1982年（昭和57年）より非常勤講師を務め、1990年（平成2年）准教授、2000年（平成12年）教授となり、オペラ科主任、声楽科主任、藝術活動推進委員会委員長、演奏芸術センター長などを歴任。2015年（平成27年）定年退官。定年退官に際し同年3月に退任記念演奏会が開催され、門下生とBB研のメンバーが一堂に会した。多数の門下生を育てており、定年当時の門下生は85名にのぼるという。著名な門下生に、黒川和伸、新見準平、泉良平、などがいる。二期会でも1982年（昭和57年） - 1990年（平成2年）オペラストゥディオ講師を務めている。
他にも、地域文化振興にも取り組んでおり、館林第九合唱団の音楽監督を務めているのをはじめ、2018年（平成30年）12月には『かがわ文化芸術祭2018  - アート県かがわ出身の名歌手たち - 』と題して地元香川県のコンサートへも出演している（出演：林康子、多田羅迪夫、大島洋子、小濱妙美、佐竹由美、若井健司、高橋薫子、山下牧子、谷原めぐみ、岡田昌子、藤谷佳奈枝、菊池彦典指揮 高松交響楽団、四国二期会オペラ合唱団）。これまでの多田羅の地元への貢献については、文化庁から表彰が贈られている。
2020年（令和2年）現在、東京藝術大学名誉教授。声楽界の重鎮として第一線で活躍中である。

## 主な受賞歴
- 安宅賞（東京芸術大学在学中）[3]
- 1975年（昭和50年）ジーリ国際声楽コンクール第4位[16]
- 1988年度（昭和63年度）第16回ジロー・オペラ賞受賞[17]
- 2014年度（平成26年度）香川県文化功労者[18]
- 2019年度（令和元年度）地域文化功労者（文化庁）香川県（芸術文化）[14]

## 楽界活動
- 公益財団法人 明治安田クオリティオブライフ文化財団 海外音楽研修生費用助成 音楽分野選考委員[15]
- 二期会幹事（元幹事長）[16][19]
- 飯塚新人音楽コンクール声楽部門審査員[1]
- チャイコフスキー・コンクール日本予選声楽部門審査員[1]
- 東京国際声楽コンクール 元審査委員長[20]
- 日本音楽コンクール声楽部門審査員[1]
- 全日本合唱連盟合唱コンクール中部地区大会・全国大会審査[1]
- NHK全国学校音楽コンクール関東甲信越地区大会・全国大会（小学校の部、高等学校の部）審査員[1]
- 館林第九合唱団 音楽監督[18]
- 公益社団法人日本演奏連盟会員[21]
- 台湾国立師範大学音楽系 オペラ歌唱とドイツ歌曲マスタークラスの指導[18]

## 主なディスコグラフィー
- CD 奏楽堂ライブ ドイツ歌曲の夕べ バリトン:多田羅迪夫、ピアノ:鈴木真理子 2008/12/10 インディペンデントレーベル ※レコード芸術特選盤[5]
- CD NHK名曲アルバム エッセンシャルシリーズ5 アルハンブラ宮殿の思い出 スペイン(1) オムニバス 2006/10/4 キングレコード
- CD NHK名曲アルバム エッセンシャルシリーズ26 パリの空の下 フランス(4) オムニバス 2006/10/4 キングレコード
- CD3枚組 NHK名曲アルバム 誰も寝てはならぬ - 世界の愛唱歌 名曲30選 オムニバス 2008/9/10 キングレコード
- CD8枚組 NHK名曲アルバム 世界の愛唱歌 オムニバス 2014/8/22 NHKサービスセンター
- CD 日本のうた - 全曲集 鮫島有美子、多田羅迪夫他 2007/5/23 コロムビアミュージックエンタテインメント
- CD2枚組 日本のうた 2 鮫島有美子、多田羅迪夫、ヘルムート・ドイチュ、佐藤野百合スーパーストリングス、室内アンサンブル、室内管弦楽団、器楽アンサンブル 1999/6/19 日本コロムビア
- CD 私の青春のうた・ベスト『夜明けのうた』から『千の風になって 』まで - 鮫島有美子 -  鮫島有美子、多田羅迪夫 2008/3/19 Columbia Music Entertainment, inc.
- CD 夜明けの歌 - 私の青春の歌 鮫島有美子、多田羅迪夫、室内管弦楽団他 1996/2/21 日本コロムビア
- CD 日本の四季をうたう 鮫島有美子、多田羅迪夫、ヘルムート・ドイチュ、室内アンサンブル、室内管弦楽団 1999/11/3 日本コロムビア
- CD 鮫島有美子『ディスカヴァー2000』(1) 夜明けのうた - 私の青春のうた 限定版 鮫島有美子、多田羅迪夫、室内管弦楽団 2003/4/23 日本コロムビア
- CD2枚組 バッハ:ヨハネ受難曲 鈴木雅明指揮、バッハ・コレギウム・ジャパン、鈴木美登里、栗栖由美子、柳沢亜紀、太刀川昭、米良美一、多田羅迪夫、水野賢司、片野耕喜、ゲルト・テュルク、瀧澤映 1995/10/5 キングレコード
- CD2枚組 バッハ:ヨハネ受難曲 鈴木雅明指揮、栗栖由美子、鈴木美登里、米良美一、多田羅迪夫、ゲルト・テュルク、バッハ・コレギウム・ジャパン 2000/7/26 キングレコード
- CD ベートーヴェン:交響曲第9番 ハインツ・レーグナー、読売日本交響楽団、武蔵野音楽大学、渡辺葉子、西明美、多田羅迪夫、若本明志、松井徹 1995/11/25 徳間ジャパンコミュニケーションズ
- CD ベートーヴェン : 交響曲第9番『合唱つき』/スヴェトラーノフ | NHK交響楽団 佐藤しのぶ、永井和子、市原多朗、多田羅迪夫、国立音楽大学合唱団 2018/8/10 KING INTERNATIONAL
- CD ベートーヴェン 交響曲全集 6 ベートーヴェン 交響曲 第9番 ニ短調 作品125『合唱付き』朝比奈隆、新日本フィルハーモニー交響楽団、豊田喜代美、秋葉京子、若本明志、多田羅迪夫、栗友会合唱団、栗山文昭 2018/12/5 フォンテック
- CD ベートーヴェン:交響曲第9番『合唱』 ハインツ・レーグナー指揮、ベルリン放送合唱団、西明美、若本明志、多田羅迪夫、松井徹、武蔵野音楽大学、読売日本交響楽団、ベルリン放送交響楽団 2010/10/6 King Records
- CD3枚組 ベートーヴェン : 交響曲第9番ニ短調 『合唱』/ ミサ・ソレニムス 朝比奈隆、新日本フィルハーモニー交響楽団、岡坊久美子、伊原直子、西明美、林誠、市原多朗、多田羅迪夫、高橋啓三 1993/9/25 フォンテック
- CD12枚組 ワーグナー:序夜と3日間の舞台祭典劇『ニーベルングの指環』全曲 新日本フィルハーモニー交響楽団 朝比奈隆、大野徹也、池田直樹、勝部太、西松甫味子、篠崎義昭、牧野正人、種井静夫、高橋啓三、多田羅迪夫 2008/7/31 フォンテック
- CD ヴェルディ:レクイエム 朝比奈隆、井岡潤子、西明美、市原多朗、多田羅迪夫、大阪フィルハーモニー合唱団、堀俊輔、岩城拓也、大阪フィルハーモニー交響楽団 2002/1/17 ポニーキャニオン
- CD ヴェルディ:レクイエム 朝比奈隆、大阪フィルハーモニー交響楽団、大阪フィルハーモニー合唱団、井岡潤子、西明美、多田羅迪夫、市原多朗 1997/4/18 ポニーキャニオン
- DVD NHK名曲アルバム ドイツ編 I 日本合唱協会、多田羅迪夫他 2002/09/27 ビクターエンタテインメント
- DVD NHK名曲アルバム スペイン・アメリカ編 多田羅迪夫、川上洋司他 2002/09/27 ビクターエンタテインメント